# 元幹
趙郡靈王元幹（469年—499年），字思直，河南郡洛阳县（今河南省洛阳市东）人，魏獻文帝拓跋弘第三子，生母韓貴人。

## 生平
元幹在太和九年（485年）封河南王，加衛大將軍，除侍中、中都大官。尋授車騎將軍、左光祿大夫，領吏部尚書。生母韓貴人薨時，孝文帝念及元幹孤稚，所以禮葬太妃韓氏，派遣侍御史假節監督料理喪事，贈綵八百匹，御駕前往喪禮臨哭。元幹拜使持節、都督南豫郢東荊三州諸軍事、征南大將軍、開府、豫州刺史。
太和十八年（494年）後來孝文帝御駕南伐齊，以元幹為使持節、車騎大將軍、都督關右諸軍事，給銅虎符十，別賜詩書。孝文帝篤愛諸弟，以元幹總戎別道，向元幹告誡及推薦司空穆亮、散騎常侍盧淵二人，要元幹師事二人。剛巧齊武帝蕭賾死，遂班師。
遷都至洛陽後，改封趙郡王，除都督冀定瀛三州諸軍事、征東大將軍、冀州刺史，開府如故，賜雜物五百段，又秘密賜黃金十斤。孝文帝親自餞行於近郊，對元幹告誡他處理刑獄非常困難，應自我勉勵。雖然元幹是皇弟，應當聿修厥德，光崇有魏，深思遠圖，如臨深履薄。不要自恃親重，不務世政，違反國法。孝文帝下詔以李憑為長史，唐茂為司馬，盧尚之為諮議參軍以匡扶輔弼元幹。而李憑等人諫諍，元幹竟然不接納。州表斬盜馬之人，於刑律是過重，而尚書以元幹初臨冀定瀛三州，放縱下屬而不奏劾。詔曰：「夫刑以節人，罪必無濫，故刑罰不中，民無措足。若必以威殺為良，則應汎通眾牧。苟須有禁，何得不稽之正典？又律令條憲，無聽新君加戮之文；典禮舊章，不著始臨專威之美。尚書曲阿朕意，實傷皇度。幹闇於治理，律外重刑，並可推聞。」
太和十九年（495年），孝文帝為元幹與已故中散代郡穆明樂之女訂婚。
後轉為特進、司州牧。孝文帝車駕南討伐，命令元幹都督中外諸軍事，給鼓吹一部，甲士三百人，出入殿門。元幹貪淫而不遵守典法，御史中尉李彪即將糾劾他。剛巧遇元幹於尚書下舍，因而屏退左右向元幹告誡他有風聞殿下不法，即欲起彈劾，恐損孝文帝委託之意旨，若元幹肯改變以往陋習，他可不言，但若不悛改便很快會事發。而元幹悠然不以為意，李彪乃上表彈劾他。孝文帝知道後忿惋，下詔元幹與北海王元詳，俱隨太子詣行在所。既至，元詳單獨得朝見孝文帝，元幹卻不蒙引接。孝文帝密令左右觀察元幹面色，知道他並無憂悔，乃親自數其過錯，杖打一百，免去所有官職，以王位還府第。
太和二十三年（499年）薨，終年三十一歲。給東園祕器、斂服十五稱，賵帛三千匹，諡「靈王」，陪葬長陵。

## 家庭

### 妻妾
- 河南穆氏，王妃，中散大夫穆明乐之女
- 赵氏，生元谧[1][2]
- 南安谯氏，本州治中从事史、济南郡太守谯釐头之女，生元谌[3]

### 子女
- 元谌，东魏骠骑大将军、大司马、赵郡孝懿王
- 元谧，北魏安南将军、都官尚书、赵郡贞景王
- 元谭，北魏安西将军、秦州刺史、城安贞惠侯
- 元谳，北魏左将军、太中大夫、平乡孝惠男
- 元譿，北魏直阁将军、羽林监

## 延伸阅读
[在维基数据编辑]
 《魏書·卷21上》，出自魏收《魏书》
 《北史/卷019》，出自李延壽《北史》